# Saint-Gaudens (quận)
Quận Saint-Gaudens là một quận của Pháp, nằm ở tỉnh Haute-Garonne, trong vùng Occitanie. Quận này có 11 tổng và 236 xã.

## Các đơn vị hành chính

### Các tổng
Các tổng của quận Saint-Gaudens là: 
1. Aspet
2. Aurignac
3. Bagnères-de-Luchon
4. Barbazan
5. Boulogne-sur-Gesse
6. L'Isle-en-Dodon
7. Montréjeau
8. Saint-Béat
9. Saint-Gaudens
10. Saint-Martory
11. Salies-du-Salat

### Các xã
Các xã của quận Saint-Gaudens, và mã INSEE là: 
| 1. Agassac (31001)                 | 2. Alan (31005)                         | 3. Ambax (31007)                       | 4. Anan (31008)                          |
| 5. Antichan-de-Frontignes (31009)  | 6. Antignac (31010)                     | 7. Arbas (31011)                       | 8. Arbon (31012)                         |
| 9. Ardiège (31013)                 | 10. Arguenos (31014)                    | 11. Argut-Dessous (31015)              | 12. Arlos (31017)                        |
| 13. Arnaud-Guilhem (31018)         | 14. Artigue (31019)                     | 15. Aspet (31020)                      | 16. Aspret-Sarrat (31021)                |
| 17. Aulon (31023)                  | 18. Aurignac (31028)                    | 19. Ausseing (31030)                   | 20. Ausson (31031)                       |
| 21. Auzas (31034)                  | 22. Bachas (31039)                      | 23. Bachos (31040)                     | 24. Bagiry (31041)                       |
| 25. Bagnères-de-Luchon (31042)     | 26. Balesta (31043)                     | 27. Barbazan (31045)                   | 28. Baren (31046)                        |
| 29. Beauchalot (31050)             | 30. Belbèze-en-Comminges (31059)        | 31. Benque (31063)                     | 32. Benque-Dessous-et-Dessus (31064)     |
| 33. Bezins-Garraux (31067)         | 34. Billière (31068)                    | 35. Binos (31590)                      | 36. Blajan (31070)                       |
| 37. Boissède (31072)               | 38. Bordes-de-Rivière (31076)           | 39. Boudrac (31078)                    | 40. Boulogne-sur-Gesse (31080)           |
| 41. Bourg-d'Oueil (31081)          | 42. Boussan (31083)                     | 43. Boutx (31085)                      | 44. Bouzin (31086)                       |
| 45. Burgalays (31092)              | 46. Cabanac-Cazaux (31095)              | 47. Cardeilhac (31108)                 | 48. Cassagnabère-Tournas (31109)         |
| 49. Cassagne (31110)               | 50. Castagnède (31112)                  | 51. Castelbiague (31114)               | 52. Castelgaillard (31115)               |
| 53. Castillon-de-Larboust (31123)  | 54. Castillon-de-Saint-Martory (31124)  | 55. Castéra-Vignoles (31121)           | 56. Cathervielle (31125)                 |
| 57. Caubous (31127)                | 58. Cazac (31593)                       | 59. Cazaril-Laspènes (31129)           | 60. Cazaril-Tambourès (31130)            |
| 61. Cazaunous (31131)              | 62. Cazaux-Layrisse (31132)             | 63. Cazeaux-de-Larboust (31133)        | 64. Cazeneuve-Montaut (31134)            |
| 65. Charlas (31138)                | 66. Chaum (31139)                       | 67. Chein-Dessus (31140)               | 68. Ciadoux (31141)                      |
| 69. Cier-de-Luchon (31142)         | 70. Cier-de-Rivière (31143)             | 71. Cierp-Gaud (31144)                 | 72. Cirès (31146)                        |
| 73. Clarac (31147)                 | 74. Coueilles (31152)                   | 75. Couret (31155)                     | 76. Cuguron (31158)                      |
| 77. Le Cuing (31159)               | 78. Encausse-les-Thermes (31167)        | 79. Eoux (31168)                       | 80. Escanecrabe (31170)                  |
| 81. Escoulis (31591)               | 82. Esparron (31172)                    | 83. Estadens (31174)                   | 84. Estancarbon (31175)                  |
| 85. Esténos (31176)                | 86. Eup (31177)                         | 87. Fabas (31178)                      | 88. Figarol (31183)                      |
| 89. Fos (31190)                    | 90. Fougaron (31191)                    | 91. Francazal (31195)                  | 92. Franquevielle (31197)                |
| 93. Fronsac (31199)                | 94. Frontignan-Savès (31201)            | 95. Frontignan-de-Comminges (31200)    | 96. Le Fréchet (31198)                   |
| 97. Galié (31207)                  | 98. Ganties (31208)                     | 99. Garin (31213)                      | 100. Gensac-de-Boulogne (31218)          |
| 101. Gouaux-de-Larboust (31221)    | 102. Gouaux-de-Luchon (31222)           | 103. Goudex (31223)                    | 104. Gourdan-Polignan (31224)            |
| 105. Guran (31235)                 | 106. Génos (31217)                      | 107. Herran (31236)                    | 108. His (31237)                         |
| 109. Huos (31238)                  | 110. L'Isle-en-Dodon (31239)            | 111. Izaut-de-l'Hôtel (31241)          | 112. Jurvielle (31242)                   |
| 113. Juzet-d'Izaut (31245)         | 114. Juzet-de-Luchon (31244)            | 115. Labarthe-Inard (31246)            | 116. Labarthe-Rivière (31247)            |
| 117. Labastide-Paumès (31251)      | 118. Labroquère (31255)                 | 119. Laffite-Toupière (31260)          | 120. Lalouret-Laffiteau (31268)          |
| 121. Landorthe (31270)             | 122. Larcan (31274)                     | 123. Larroque (31276)                  | 124. Latoue (31278)                      |
| 125. Lespiteau (31294)             | 126. Lespugue (31295)                   | 127. Lestelle-de-Saint-Martory (31296) | 128. Lez (31298)                         |
| 129. Lilhac (31301)                | 130. Lodes (31302)                      | 131. Loudet (31305)                    | 132. Lourde (31306)                      |
| 133. Lunax (31307)                 | 134. Luscan (31308)                     | 135. Lège (31290)                      | 136. Lécussan (31289)                    |
| 137. Malvezie (31313)              | 138. Mancioux (31314)                   | 139. Mane (31315)                      | 140. Marignac (31316)                    |
| 141. Marsoulas (31321)             | 142. Martisserre (31322)                | 143. Martres-de-Rivière (31323)        | 144. Mauvezin (31333)                    |
| 145. Mayrègne (31335)              | 146. Mazères-sur-Salat (31336)          | 147. Melles (31337)                    | 148. Milhas (31342)                      |
| 149. Mirambeau (31343)             | 150. Miramont-de-Comminges (31344)      | 151. Molas (31347)                     | 152. Moncaup (31348)                     |
| 153. Mondilhan (31350)             | 154. Mont-de-Galié (31369)              | 155. Montastruc-de-Salies (31357)      | 156. Montauban-de-Luchon (31360)         |
| 157. Montbernard (31363)           | 158. Montespan (31372)                  | 159. Montesquieu-Guittaut (31373)      | 160. Montgaillard-de-Salies (31376)      |
| 161. Montgaillard-sur-Save (31378) | 162. Montmaurin (31385)                 | 163. Montoulieu-Saint-Bernard (31386)  | 164. Montréjeau (31390)                  |
| 165. Montsaunès (31391)            | 166. Moustajon (31394)                  | 167. Nizan-Gesse (31398)               | 168. Nénigan (31397)                     |
| 169. Ore (31405)                   | 170. Oô (31404)                         | 171. Payssous (31408)                  | 172. Peyrissas (31414)                   |
| 173. Peyrouzet (31415)             | 174. Pointis-Inard (31427)              | 175. Pointis-de-Rivière (31426)        | 176. Ponlat-Taillebourg (31430)          |
| 177. Portet-d'Aspet (31431)        | 178. Portet-de-Luchon (31432)           | 179. Poubeau (31434)                   | 180. Proupiary (31440)                   |
| 181. Puymaurin (31443)             | 182. Péguilhan (31412)                  | 183. Razecueillé (31447)               | 184. Rieucazé (31452)                    |
| 185. Riolas (31456)                | 186. Roquefort-sur-Garonne (31457)      | 187. Rouède (31461)                    | 188. Régades (31449)                     |
| 189. Saccourvielle (31465)         | 190. Saint-André (31468)                | 191. Saint-Aventin (31470)             | 192. Saint-Bertrand-de-Comminges (31472) |
| 193. Saint-Béat (31471)            | 194. Saint-Ferréol-de-Comminges (31479) | 195. Saint-Frajou (31482)              | 196. Saint-Gaudens (31483)               |
| 197. Saint-Ignan (31487)           | 198. Saint-Lary-Boujean (31493)         | 199. Saint-Laurent (31494)             | 200. Saint-Loup-en-Comminges (31498)     |
| 201. Saint-Mamet (31500)           | 202. Saint-Marcet (31502)               | 203. Saint-Martory (31503)             | 204. Saint-Médard (31504)                |
| 205. Saint-Paul-d'Oueil (31508)    | 206. Saint-Plancard (31513)             | 207. Saint-Pé-Delbosc (31510)          | 208. Saint-Pé-d'Ardet (31509)            |
| 209. Saint-Élix-Séglan (31477)     | 210. Saleich (31521)                    | 211. Salerm (31522)                    | 212. Salies-du-Salat (31523)             |
| 213. Salles-et-Pratviel (31524)    | 214. Saman (31528)                      | 215. Samouillan (31529)                | 216. Sarrecave (31531)                   |
| 217. Sarremezan (31532)            | 218. Sauveterre-de-Comminges (31535)    | 219. Saux-et-Pomarède (31536)          | 220. Savarthès (31537)                   |
| 221. Seilhan (31542)               | 222. Sengouagnet (31544)                | 223. Sepx (31545)                      | 224. Signac (31548)                      |
| 225. Sode (31549)                  | 226. Soueich (31550)                    | 227. Sédeilhac (31539)                 | 228. Terrebasse (31552)                  |
| 229. Touille (31554)               | 230. Les Tourreilles (31556)            | 231. Trébons-de-Luchon (31559)         | 232. Urau (31562)                        |
| 233. Valcabrère (31564)            | 234. Valentine (31565)                  | 235. Villeneuve-Lécussan (31586)       | 236. Villeneuve-de-Rivière (31585)       |